# For the Time Being

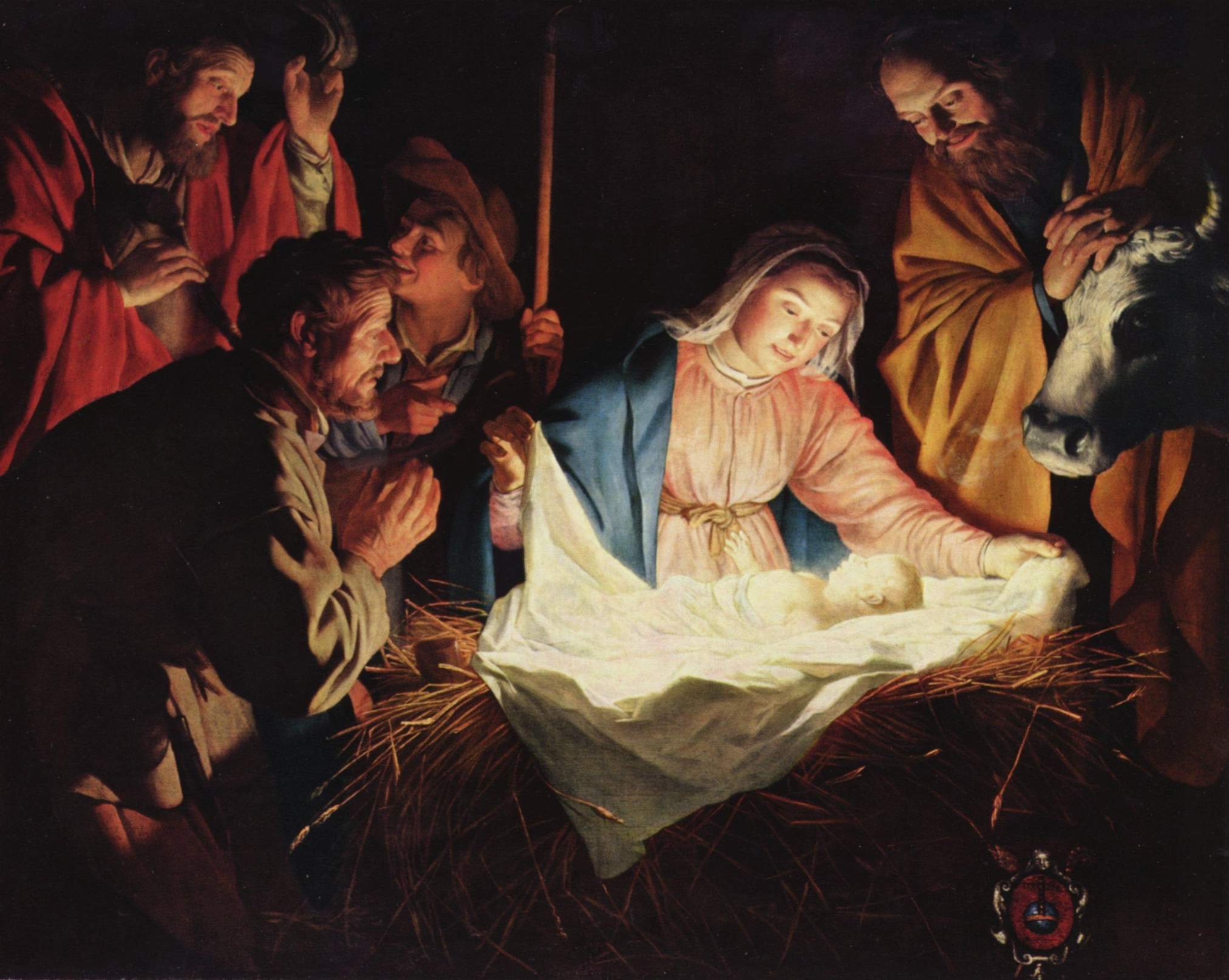
Jesu födelse. Julberättelsen från Nya testamentet är det centrala temat i dikten.

"For the Time Being: A Christmas Oratorio" är en långdikt skriven 1941–1942 av W. H. Auden, och utgiven första gången 1944. Den gavs då ut tillsammans med dikten "The Sea and the Mirror", i en diktsamling som också bar namnet For the Time Being.
Dikten är en serie dramatiska monologer i nio delar, som återges av olika berättare, körer och persongalleriet i den bibliska julberättelsen. Alla figurer talar ett modernt språk, och händelserna i berättelsen beskrivs som om de utspelade sig i samtiden. Auden skrev dikten för att tonsättas av Benjamin Britten, men i slutändan visade den sig vara alldeles för lång för detta syfte. Britten tonsatte därför bara två fragment, däribland delen "Shepherd's Carol", som Auden aldrig inkluderade i den slutgiltiga diktsamlingen. Långdikten har senare tonsatts i sin helhet.
Mycket av diskussionen kring dikten har kretsat kring dess förhållande till religion, och hur man ska tyda den religiösa filosofi som formuleras i texten. Det har föreslagits att dikten har influenser från tänkare som Søren Kierkegaard, Paul Tillich, Reinhold Niebuhr och Charles Norris Cochrane. Vissa kritiker menar att dikten utgör en viktig del av Audens livsverk, som en övergång från en mer romantiskt lagd Auden till en mer religiöst intresserad, medan andra snarare har sett det som en fortsättning på den romantiska ådran men med tydligare religiösa inslag.
Dikten är tillägnad minnet av Audens mor, Constance Rosalie Bicknell Auden, som dog sommaren 1941. Den har nått en relativt begränsad läsekrets och det kritiska mottagandet har varit varierande. Av vissa har dikten setts som ojämn, men bland annat Stephen Spender och recensenterna i The New Yorker hyllade dikten, och de delar som har ansetts vara bäst har bland annat jämförts med Johann Sebastian Bachs koralsånger och Alexander Pope.

## Bakgrund
W.H. Auden beskrivs ofta som en av de största 1900-talspoeterna. For the Time Being utgör en viktig del av hans verk, eftersom det skrevs i en tid i poetens liv med stora förändringar. På många vis utgör den därför en brygga mellan Audens olika stilar.

### Biografisk kontext
Dikten är tillägnad minnet av Audens mor, Constance Rosalie Bicknell Auden, som dog i augusti 1941. När dikten påbörjades hade Auden nyligen, utöver att hans moder dött, flyttat till USA. Den man som Auden i USA hade förälskat sig i, Chester Kallman, hade dessutom visat sig vara otrogen. Dessa två händelser föranledde en religiös omvändelse, varpå Auden hängav sig åt noggranna och djupa religiösa reflektioner. En religiös övertygelse han erhöll var att alla de övriga ämnen han intresserat sig för – konst, kärlek, politik, psykologi, bland annat – hade förändrats i grunden av en händelse, Guds inkarnation som människa, en så radikalt omvälvande händelse att den behövde, menade Auden, skildras på nytt.
Alan Jacobs menar att det finns tre komponenter som särskilt påverkat diktens tillkomst: den ovan skildrade religiösa omvändelsen, den politiska kontexten (den allmänna kris som föranlett andra världskriget) och en personlig kris, det vill säga, Kallmans otrohet. Tidigt i tillkomstprocessen blev det tydligt för Auden att oratoriet var en passande form för att foga samman dessa tre komponenter, och att berättelsen om Jesu födelse, framförallt så som det skildrats i Lukasevangeliet, var lämpligt som källtext: slutligen såg han sin vän Benjamin Britten som en lämplig kompositör. Auden ansökte om finansiering från Guggenheimstiftelsen för att skriva långdikten, som han uttryckte det, en "långdikt i flera delar om julen, som ska passa som grund för en text till ett storskaligt musikaloratorium." Dikten visade sig dock i slutändan vara alldeles för lång och komplex för att kunna tonsättas.

### Utgivning
For the Time Being gavs slutligen ut 1944. Volymen innehöll då förutom långdikten med samma namn även långdikten "The Sea and the Mirror". Titeldikten påbörjades sent år 1941, och avslutades i juli 1942, medan "The Sea and the Mirror" skrevs mellan oktober 1942 och februari 1944. I boken som de två dikterna publicerades i placerades "The Sea and the Mirror" först och "For the Time Being" därefter, eftersom Auden menade att det var mer logiskt att "The Sea and the Mirrors" sekulära utforskning av konst vore ett rimligt preludium till mer uppenbart religiösa "For the Time Being" med sin skildring av inkarnationen.
I samtal med Alan Ansen konstaterade Auden att:
| ”                                                | Juloratoriet skrevs innan "The Sea and the Mirror". Det är det enda försök till att behandla heliga frågor som jag någonsin ska försöka mig på… Jag tvekade innan jag bestämde mig för i vilken ordning de två sakerna skulle ske. Du vet att det är omöjligt att avbilda Kristus i konsten. Vi har vant oss vid de Gamla Mästarna [hänvisning till dikten "Musée des Beaux Arts" eftersom de är formella, men i deras dagar måste de bilderna ha verkat skandalösa. Du kan se Honom vid födseln, eller efter att Han är död. Kanske efter Uppståndelsen, men att se Honom hela de sjuka eller frälsa människor, och intresset kommer helt att förflyttas till dem. | „ |
| – Ur Ansen, Alan: The Table Talk of W. H. Auden. | |   |

## Genre och struktur
Ett oratorium definieras av Jo-Anne Cappeluti som ett långt koralverk med religiöst tema, bestående av körer, solosång och recitativ. Eftersom Audens oratorium inte är tonsatt är det dock bara ett oratorium till namnet, även om det rent strukturellt följer ett oratoriums struktur. Till sin struktur påminner även dikten om mysteriespel, pjäser som framfördes i städer av amatörgrupper, och där den bibliska historien återgavs i en sekulär kontext för att göra den religiösa historien förståelig för vanliga människor. Dessa pjäser har förmodligen sin bakgrund i Corpus Christi.
Edward Callan definierar dikten som en filosofisk dikt, snarare än en kristen, och menar att Auden använder sig av tre tekniker för att skildra de filosofiska temana. Den första tekniken är det "före och efter inkarnationen"-arrangemang som strukturerar dikten tidsmässigt, den andra att de olika motiven som förekommer om sökande i en religiös och bokstavlig mening har inkarnationen som mål och den tredje att diktens symboliska struktur kretsar kring inkarnationen som "the garden of Being", 'varandets trädgård'. Han menar vidare att oratoriets struktur utgör en geometrisk analogi till inkarnationen, sedd samtidigt som historiens och varje individs mest centrala händelse. Miriam Starkman menar dock att det är ett oerhört svårdefinierat verk, och även om det finns en allmän struktur som kan sägas uppfylla de kriterier som ett oratorium kräver är det sällan uttalat eller styrande, som det är i bland annat Den gudomliga komedin, Det förlorade paradiset eller Fyra kvartetter, och att detta bidrar till att göra verket svårdefinierat.
Ramverket påminner till viss del om Audens långdikt "New Year's Letter" från 1940. I början av dikten är språket och innehållet spretigt, och rösterna är varken harmoniserade eller intensiva. Figurerna som framträder är sekulära. Ju längre dikten fortskrider, desto mer ersätts dock figurerna av bibliska motsvarigheter, och språket och rösterna harmoniseras i takt med att de religiösa figurerna förenas vid krubban. Lucy McDiarmid kallar detta förenande för en processionsliknande julkrubba (pageant-like crêche). Efter att de har förenats i den femte delen börjar de bibliska figurerna återigen att försvinna, och de sekulära återvänder.
Totalt består dikten av nio delar, som alla i sin tur består av flera delar med olika berättare och figurer (utöver respektive huvudberättare även bland annat körer och julberättelsens figurer). Delarna är som följer (ej officiella svenska översättningar):
1. Advent
2. Bebådelsen (The Annunciation)
3. Josefs frestelse (The Temptation of Saint Joseph)
4. Kallelsen (The Summons)
5. Herdarnas syn (The Vision of the Shepherds)
6. Vid krubban (At the Manger)
7. Simeons betraktelse (The Meditation of Simeon)
8. De oskyldigas massaker (The Massacre of the Innocents)
9. Flykten till Egypten (The Flight into Egypt)

## Diktens innehåll
Varje del av "For the Time Being" består av olika berättarröster och figurer. Dikten i sin helhet studerar inkarnationens betydelse och relevans för människan och historien. Dikten grundar sig på de bibliska berättelserna om Jesu födelse. Auden reflekterar över en fråga som ofta återkommer i hans poesi, nämligen hur man kan ge en så partikulär historisk händelse som Jesu födelse en universell betydelse.
Den ordning genom vilken Auden skildrar de bibliska händelserna följer den bibliska ordningen och dess fokus, men Auden blandar i sin dikt in inslag även från en modern värld och kontext. Det finns dessutom delar av berättelsen som varken passar in i Bibeln eller samtiden, såsom exempelvis när Maria pratar till sitt spädbarn. Edward Callan menar att det är ett exempel på hur Auden ser det som viktigare att betona sina filosofiska teman än att vara trogen de bibliska skrifterna. Alla röster uttrycker liknande känslor, som kretsar kring att något har hänt (det vill säga, Jesu födelse) som gör att inget längre är som förut. I berättelsens början ses detta som ondska och Guds vrede, men när Jesusbarnet kan beskådas blir känslorna som uttrycks mer positiva, innan barnet i berättelsen rycks ifrån dem igen.
I den första delen presenterar berättaren skräcken inför livet utanför Edens trädgård och med julen i vardande. I delarna som följer (2–4) genomlever figurerna vad McDiarmid kallar för en "ontologisk chock" (ontological shock). De bibliska figurerna introduceras, samtidigt som en övernaturlig budbärare (bland annat ärkeängeln Gabriel) tillkännager en annan verklighet. Detta leder till en sång i diktens mitt i den femte delen där alla figurer sjunger som om de vore i en ultimat, andlig sannings närvaro, innan de bibliska figurerna successivt försvinner ur handlingen igen.
Dikten såväl börjar som slutar in medias res. Däremellan gör sig alltfler disparata röster hörda, i tidsmässigt olika kontexter, innan berättelsen återigen i sista delen återgår till att skildras en lugn och rättfram berättare i poetens samtid. De motsättningar som Auden bygger upp under hela dikten når sin klimax i de två sista delarna av dikten som föregår den avslutande delen "Flykten till Egypten". I dessa två delar framställer Symeon och Herodes motsättningarna som absoluta motsägelser som kräver absoluta svar, i Symeons fall acceptans av Jesusbarnets betydelse och Herodes förnekelse av detsamma. Dikten avslutas dock öppet – inte med en upplösning, utan med en inbjudan att "följa, söka och älska" den som är "Vägen, Sanningen och Livet".

### Advent
Advent utgör diktens första del. Berättaren skildrar här den skräck ("Horror") som människan möter när den förbereder sig inför faktumet om den annalkande julen (med Jesu födelse), och därmed det som kommer att bli det stora brottet mellan den antika, hedniska kulturen och den kommande kristendomen. Auden skildrar det som ett brott med en cirkulär tidssyn och födseln av ett rumsligt tänkande. På så vis handlar den här delen om den kristna tidssynen. Dessutom skildrar delen metafysiska funderingar kring vad fördrivningen från paradiset innebär. Auden introducerar här ett tema som var återkommande i flera av hans diktsamlingar: spelet mellan en arkadisk längtan tillbaka till det paradisiska förflutna (det vill säga, den som drömmer om att få komma tillbaka till Edens trädgård) och en utopisk längtan efter det himmelska Jerusalem. I den här delen tar det sig till uttryck som funderingar över vad livet utanför paradiset har för bäring på människans situation.
I öppningssången i Advent är tonen apatisk och desperat. Mörker och snö faller, vintern närmar sig såväl metaforiskt som på riktigt, och bidrar med fysisk smärta och ekonomiska bekymmer. McDiarmid liknar tonen vid "The Burial of the Dead" ur T. S. Eliots Det öde landet. Auden skildrar i dikten att man aldrig kommer att hitta den arkadiska längtan, utan bara en öken, och en hård väg genom skärselden. Änglarna kommer inte att komma, och att hoppas på att få komma tillbaka till Edens trädgård är som att hoppas på att få komma tillbaka in i sin moders mage, en fruktlös längtan. I detta menar dock Jacobs att Auden driver hejdlöst med sig själv, eftersom han var högst medveten om att han själv hade tendenser att falla in i en arkadisk längtan. På så vis blir berättarna i "Advent" talespersoner för de fallna människor som behöver gå genom öken, och acceptera att livet är absurt och oförståeligt: "Därför, se utan att titta, hör utan att lyssna, andas utan att fråga." Även Jacobs ser paralleller till T.S. Eliot i den här skildringen, och menar att han återkommer som eko genom diktsamlingen, men att Auden visste att även Eliot hade en tendens att hänfalla till det "arkadiska", vilket får till följd att varje passage som ekar av Audens eller Eliots "arkadiskhet" åtföljs av kritik.

### The Annunciation
Den andra delen, med titeln The Annunciation, bebådelsen, är ett försök att hantera och besvara några av de frågor som ställs i den första delen, och som är jobbiga att besvara för en kristen människa. Bebådelsen inleds med att Carl Gustav Jungs "fyra fakulteter" (tanken, intuitionen, sensationen och känslan) används som berättarteknik. I Audens schema får dessa utgöra fyra delar av den fallna Adam, hans intellektuella, uppfattande, känslosamma och sensoriska jag. Efter Adams uppror har det blivit omöjligt för människan att vara "en", utan människans olika sidor kämpar mot varandra för dominans. Auden antyder här att människans psyke är belastat med interna krig, något han återkommer till i långdikten The Age of Anxiety. De fyra fakulteterna kan kika in i Trädgården, och ser där att ängeln Gabriel berättar för jungfru Maria att hon ska föda Guds barn som ska bli världens frälsare. Jacobs menar att Auden placerar denna händelse i Edens lustgård för att världen ska bli en ny plats i stället för den som de första föräldrarna (Adam och Eva) förstört när Maria accepterar sin lott. Typologiskt sett innebär detta att Maria rättar till Evas fel, på ett teologiskt vanligt sätt. Sättet som han skildrar detta på är dock tämligen modernt, eftersom han lägger vikt vid Marias psykologiska oro, en oro som kommer genom hennes självmedvetande. Denna teologiska syn kommer huvudsakligen från Søren Kierkegaard, men utvecklades av bland andra Karl Barth, Paul Tillich och Reinhold Niebuhr. Jacobs menar att det är typiskt Auden att förena traditionell kristendom med samtida teologi på detta vis.

### The Temptation of Saint Joseph
Den tredje delen i diktsamlingen behandlar Josefs svar på bebådelsen. Även om stora delar av diktsamlingen framförallt utgår från Lukasevangeliet är detta en händelse som istället skildras i Matteusevangeliet. Auden låter i den här delen av dikten Josef få beskriva sin syn på bebådelsen, och det skildras som att han inte hade helt lätt att acceptera det faktum att hans tilltänkta skulle föda Guds son. Diktjaget ifrågasätter om Marias berättelse är trovärdig, och framställer Josef som en potentiell hanrej, på ett samtidigt tragiskt och komiskt vis. Samtidigt ställer den frågor om religiös skepticism och tro, genom att den ifrågasätter den traditionella förståelse som en kristen läsare har av Jesusbarnets födelse och Marias bebådelse. Kirsch i sin analys menar att det är först i den här delen som Audens rika, karakteristiska röst träder fram, och att den samtidigt till sin natur påminner om mysteriespelen.
Förmodligen är delens innehåll i en hög grad självbiografiskt, och skildrar Audens känslor inför partnern Chester Kallmans otrohet. Till Alan Ansen har Auden sagt att "Josef är jag", och in i det sista behöll Auden i sitt manuskript några rader som skildrade hans känslor inför otroheten. Samtidigt ger inte Josef i delen uttryck för den typen av otrohetskänslor, utan framstår som en person att tycka synd om, ovetande om vad alla andra verkar känna till, och utan något besked från Gud om vad han ska tro, men ändå redo att förlåta Maria och lita på Gud. I dikten ber han om ett budskap från Gud och om Guds vilja är kärlek, men Josef får inget besked och blir då tyst.
Berättelsen om Marias förlossning och hennes jungfrulighet var en del av kristendomen som Auden hade mycket svårt för, vilket han klargjorde i slutet av sitt liv i samtal med den anglikanska prästen John Bridgen. Auden gav Augustinus och Søren Kierkegaard rätt i att människan genom sin tro och nåd har en unik, existentiell relation till Gud, men menar att båda missar den andra, lika unika relationen mellan människan och Gud: den biologiskt kroppsliga. Kirsch menar att "The Temptation of Saint Joseph" skildrar denna kritik. Han fortsätter med att säga att det som gör "The Temptation of Saint Joseph" enastående, och sticker ut i diktsamlingen, är dess blandning av komik, lidande och förödmjukelse.

### The Summons
I The Summons, som utgör diktens fjärde del, menar Jacobs att huvudsyftet är att beskriva och behandla det exceptionella och oförklarliga, och Guds hotande inträde i en tid där vetenskapen, metodiken och vetenskapen försöker få den mänskliga världen under rationell kontroll. Delen har en tydlig politisk koppling till den andra världskriget‑kontext i vilken Auden skrev dikten. I ett stycke i delen framträder bland annat kejsare Julius Caesar, vars faror Auden liknar med den "mjuk-totalitära" form av styrelseskick som han såg växa fram i västvärlden, med rationalitet, vetenskap och antifascism som politisk religion. Efter kejsarens framträdande återvänder diktens taxonomi till fåraherdarna, som får stå för de "fattiga och ödmjuka av denna värld". Till skillnad från de vise männen söker inte fåraherdarna efter någon kontroll, men vägrar att objektifieras eller simplifieras. Här konstateras det att den nyfödde sonen är delgiven både de vise männen och fåraherdarna.

### At the Manger
I At the Manger föds till slut Jesusbarnet, och såsom titeln antyder samlas här de bibliska figurerna kring Jesusbarnet i krubban: de vise männen, fåraherdarna och Maria (Josef har försvunnit ur dikten fram till dess absolut sista sidor). Maria försöker huvudsakligen få sitt nyfödda barn att sova. Auden använder sig här igen av motsättningen mellan det arkadiska (längtan tillbaka till Edens trädgård) och det utopiska (längtan till det himmelska Jerusalem). Fåraherdarna skildras som de arkadiska: de har aldrig lämnat platsen där de föddes, och önskar att få återträda in i "magen" (the womb) för att slippa ha en framtid. De vise männen å andra sidan har i "At the Manger" en utopisk längtan, och ser fram emot en fantastisk framtid där man inte har något förflutet. Auden framställer kontrasten som tydligast när han skildrar hur Jesusbarnets födelse för fåraherdarna markerar starten på den oändliga resan, medan det för de vise männen markerar slutet på den oändliga resan. För fåraherdarna är det nu Jesusbarnets uppgift att sopa rent allt smutsigt från deras hjärtan, medan det för de vise männen, som inte tidigare varit troende utan sekulära intellektuella, nu inte längre är deras uppgift att skapa en ny, bättre värld, utan en uppgift som de måste lämna över till Jesus. För båda är svaret på funderingarna den levande kärleken, kärleken till Jesusbarnet.

### The Meditation of Simeon
The Meditation of Simeon är diktsamlingens mest prosaiska del. Varken här eller i "The Massacre of the Innocents", den följande delen, introducerar Auden egentligen några nya teman, utan utvecklar vidare tematik som redan har introducerats, framförallt frågan om vilka utmaningar som Jesusbarnets tillkomst utgör, dels för intellektuella som söker kunskap, dels för politiker som söker makt. Därav är de två delarnas huvudfigurer en teolog respektive en kung. I "The Meditation of Simeon" undersöker Auden i detalj inkarnationens teologiska betydelse, framförallt genom att försöka förklara dess historiska kontext och tolka dess påverkan på människans känslor och tankar. Symeon är en djupt troende man, som behöver införliva Jesusbarnets ankomst i sitt intellektuella ramverk. Här har Auden valt att skildra Symeon helt utan referenser till hans judiska tro. Symeon har långa utläggningar om sin syn på tiden och det oändliga, det betingade och det obetingade, dygd och nödvändighet, och andra stora, bibliska motsättningar. Jacobs konstaterar att Symeon här anakronistiskt har både ett modernt språk och en teologisk terminologi påverkad av Kierkegaard. Han försöker förklara hur Gud kunde ta mänsklig form, och hur inkarnationen kan hela den skada som Adam och Eva åsamkade på mänskligheten. På så vis motverkar Auden både den arkadiska nostalgin och den utopiska längtan, och klargör än en gång den innebörd som "For the Time Being" har.
I The Meditation of Simeon har Auden bland annat influerats av Charles Norris Cochranes tankar, såsom om hur inkarnationen bidrog till den antika kulturens fall. Några av de olika dilemman som förekom i den antika kulturen och som Auden menar bidrog till inkarnationen framställs: motsättningen mellan "en eller många", mångfald och enhet, och omöjligheten att bli medveten om den ursprungliga synden eftersom det är den som styr människans kunskap. I delens slutstycke funderar Simeon över inkarnationens påverkan på konsten och vetenskapen. Auden försöker visa att det allmänna inte behöver vara i motsatsförhållande till det särskilda, att "en och många" kan vara verkligt samtidigt och att kristendomen inte var ett hot mot utan snarare en grund för vetenskap. I andra sammanhang har Auden bland annat uttryckt att han ser marxism som ett större hot mot vetenskap än kristendom.

### The Massacre of the Innocents
I The Massacre of the Innocents, som utgör diktsamlingens åttonde och näst sista del, inverterar Auden den gängse bilden av Herodes, genom att istället för att skildra honom som en fruktansvärd tyrann skildra honom som en (alltför) rationell människa och liberal politiker som beklagar sig över utvecklingen i sin stat. Därigenom ville Auden skildra en intellektuell människas huvudsakliga invändning mot kristendomen: att kristendomen ersatt det objektiva med det subjektiva. Den stora skillnaden mellan "The Meditation of Simeon", som skildras av Symeon, och "The Massacre of Innocents" handlar inte om förståelsen av Jesusbarnets betydelse, utan hur man ska besvara dess faktum. Symeon tar beskedet som ett glädjebud, medan Herodes vägrar acceptera barnets kall utan beordrar istället att alla israelitiska barn ska avrättas. För Herodes blir, i dikten, Jesusbarnets födelse en hot mot hans makt.
Jacobs menar att ett av de mest slående konstnärliga valen som Auden gör i diktsamlingen är att låta Herodes framträdande vara komiskt. Herodes tal inleds med en parodi av förordet till Marcus Aurelius Självbetraktelser, och därefter konstaterar han att han är liberal och vill att alla ska vara glada. Herodes framstår som absurd jäms med Jesusbarnets ankomst, och i kontrasten mellan Symeon och Herodes lyckas Symeon ta in det omvälvande i händelserna som pågår medan Herodes förnekar dem. Herodes absurditet, menar Jacobs att Auden antyder, är ödet för alla de som vägrar gå med på de absoluta motsättningar som Symeon skildrar.

### The Flight into Egypt
Diktens sista del, The Flight into Egypt, är ett jublande korus. Auden ville att ljuset, om det skulle finnas, skulle vara framtida och framåtpekande istället för ett nostalgiskt minne, och kände sig därför tvungen att avsluta på ett positivare vis. Här lämnar den heliga familjen (jungfru Maria med Jesusbarnet) den heliga verklighet som dikten har byggt upp och flyr till det sekulära Egypten. McDiarmid menar dock att man inte ska se långdikten som symmetrisk med en sekulär inledning och avslutning och helig mitt, utan att den är mer komplex än så. Slutscenen där berättaren klargör att julgranen måste tas ner och alla tillbehör stoppas tillbaka på vinden menar McDiarmid distanserar sig själv från dikten i sin helhet, och därmed både från de sekulära och de heliga delarna, och tvingar tillbaka julberättelsen till Bibeln.

## Diktens religiositet
En central fråga i forskningen om For the Time Being rör just dess förhållande till religion. Det finns två tydliga skolor: å ena sidan Alan Jacobs och Lucy McDiarmid som tolkar dikten som en i högsta grad religiös skrift och ett förkastande av Audens tidigare romantiska ådra, å andra sidan bland annat Jo-Anne Cappeluti som istället menar att man bör se dikten som en fortsättning på Audens romantiska ådra. Både Jacobs och McDiarmid ger uttryck för att Auden efter sitt återvändande till den anglikanska kyrkan blev övertygad om fantasins begränsning, och att det därmed var nödvändigt att frångå en romantisk poesi för att kunna närma sig Jesu heliga födelse. Att basera dikten på Jesu födelse blev därmed då också ett sätt att närma sig heliga frågor på ett sätt som inte är möjligt inom en romantisk poetisk tradition.

### Alan Jacobs syn
Många av de dikter som Auden skrev under samma period som For the Time Being innehåller religiösa inslag, men Jacobs menar att For the Time Being är hans mest tydligt religiösa dikt. I det förord som han skrev till utgåvan av dikten 2013 menade han att dikten har inspirerats av religiösa tänkare som Charles Williams, Charles Norris Cochrane och Paul Tillich, liksom övriga författare som behandlar religiösa frågor, såsom William Blake, Fjodor Dostojevskij, Blaise Pascal och Søren Kierkegaard. Edward Mendelson konstaterar att Auden tagit stor inspiration av ovan nämnda Norris Cochrane till just For the Time Being, såväl konceptuellt som fraseologiskt. Auden ska särskilt ha påverkats av Norris Cochranes verk Christianity and Classical Culture, som Auden även hyllade i en recension i The New Republic 25 september 1944. Tom F. Driver lyfter därutöver Reinhold Niebuhrs påverkan, en tänkare som även påverkade en diktsamling som Horae Canonicae, och Edward Callan menar slutligen att det finns tydliga spår av Kierkegaards tänkande i dikten, i synnerhet i den första delen.
Jacobs konstaterar att Chester Kallmans otrohet och moderns död tog Auden oerhört hårt. Auden hade sett förhållandet till Kallman som ett äktenskap, vilket bland annat tog sig uttryck i att han alltid bar på en vigselring. Efter Kallmans otrohet skrev han till sin vän James Stern att han, efter att ha upptäckt kärlek, också har upptäckt "något jag aldrig tidigare vetat om, det hemska i att överges och lämnas ensam." Moderns död och Kallmans otrohet föranledde en religiös omvändelse, och Auden återinträdde i den högkristna anglikanska kyrka som hans moder hade uppfostrat honom i. John Fuller i sin kommentar över Auden menar att det finns en likhet mellan hur viljan att sluta fred med kroppen (och därigenom med modern) skildras i For the Time Being och Augustinus Bekännelser. Jacobs menar också att hans religiösa pånyttfödelse är sammankopplad med en övergång från "sexuell promiskuitet" till "trogen äktenskaplig kärlek" genom poetisk och intellektuell övertygelse, och att For the Time Being är ett offentligt bevis på detta.

### Jo-Anne Cappelutis invändning
Cappeluti vill istället föra in Auden i en tradition med bland andra Samuel Taylor Coleridge och John Keats, där fantasin ofrånkomligt ses svara på och dras till det outgrundliga, svårförståeliga och det som övergår det mänskliga förståndet. På så vis menar hon att man, som del av den traditionen, snarare ska se dikten som en fortsättning på Audens romantik men med tydligare religiösa inslag, än ett förkastande av romantik. Hon vänder sig mot Jacobs tolkning, och menar att han utgår ifrån ett evangeliserande synsätt utan att inse det som bland annat Edward Mendelson har konstaterat, nämligen att Auden besökte såväl anglikanska som romersk-katolska och rysk-ortodoxa kyrkan under tidsperioden. Som exempel på det romantiska lyfter hon hjältetemat i dikten, och att hjälten (i den mån den finns) utgör en romantisk hjälte som sätter estetiken först och främst. Vidare menar hon att Auden undviker det som han i prosa uttryckt som William Wordsworths misslyckande, det vill säga att samtidigt försöka vara en etisk-religiös och estetisk hjälte. I delen "The Temptation of St. Joseph" försöker Auden lösa en fråga som han i några av sina kritiska skrifter sett som olöslig, nämligen den om den konstnärliga återgivningen av den religiösa hjälten. Callan menar att det är svårt att bedöma om Auden lyckades med sitt försök, eftersom den delen av dikten har blivit den mest missförstådda, och av tidiga recensenter mest sedd som en parodi.

### Estetik och religion
Mendelson lyfter att en central komponent hos Auden är vad han kallar "estetisk bravura": att det finns en estetiskt vägledande princip i skildringen av varje figurs uttalanden. Cappeluti menar att Jacobs missar att analysera den estetiska aspekten av det Auden skriver, utan bara kopplar det till den bibliska kontexten. Det är dock ganska få utöver Cappeluti som menar att For the Time Being är en fortsättning av Audens romantiska ådra. Många kristna akademiker hyllar Auden för att han låter konsten tjäna det kristna syftet, medan många sekulära akademiker kritiserar honom för samma sak; bägge förenas dock i synen på Auden med For the Time Being som anti-romantisk. Cappeluti i sin analys menar istället att oratoriet, liksom Audens dikter i allmänhet, är resultatet av Audens tendens att låta sin fantasi skådespela, och att han låter figurerna i dikten uttrycka de motstridiga känslor som han själv funderar kring.
Starkman menar att även om det idag råder stor enighet om att Auden var ärlig med sin religiösa omvändelse har han inte accepterats som en 'sacred poet', utan att hans religiösa poesi har avfärdats både av kristna tänkare och litterära kritiker. Amos N. Wilder beskriver detta som en "Kierkegaardsk avgrund" som Auden själv skapade mellan "estetisk aktivitet och trons existentiella dimension." Hon menar att Audens poesi var svår och excentrisk, och inte appellerade till kristna läsare, eftersom hans paradoxer, kritik och definitioner av kristendom, bland annat, inte fick honom ansedd som allvarlig i sin religion.

## Teman och tolkningar

### Titeln och tidsbegreppet
Namnet på den första delen i dikten, "Advent", gör det tydligt att dikten i sin helhet kopplar an till den liturgiska kalendern. Auden såg advent som särskilt intressant tidsmässigt eftersom det samtidigt utgör såväl en historisk som en framtida händelse. Det är åminnelsen, i kristendomen, av Kristus födelse på jorden, liksom längtan efter den dag i framtiden då en ärerik Kristus en gång kommer att komma tillbaka till jorden. Att vara kristen blir därför att leva mellan dessa två händelser, i väntan på den "utsedda tiden", en tid och ett ögonblick som är uppfyllt och meningsfullt, i en tankegång som förmodligen är hämtad från Paul Tillich.
Det är även i den här kontexten som Auden förmodligen har valt namnet på diktsamlingen. "The time being" syftar i så fall på denna "mellanexistens", där individen tvingas göra ett radikalt val inför när den utsedda tiden kräver det av människan: nämligen valet om man ska tro på den snudd på omöjliga paradoxen att något så till synes så hedniskt som ett nyfött barn i en krubba och Jesusbarnets profana framträdande skulle vara födseln av Guds son. Det nyfödda barnet varken talar eller agerar i långdikten, utan framträder bara som objekt. Jacobs konstaterar att berättelsen om Jesu födelse och Guds inkarnation är väldigt lämpligt vald för att behandla den här typen av frågor. För betraktaren uppstår inget heligt förrän tron infinner sig. Under tiden är människan fast i "the time being", den tid som är.

För Auden var det viktigt att skildra Jesu födelse som en historisk och en samtida händelse samtidigt, på ett sätt som påminner bland annat om Audens tankegångar vid författandet av Horae Canonicae. Detta förvirrade bland andra Audens fader, som var en naturvetenskapligt inriktad läkare och såg det som oförenligt att samtidigt skildra det historiska och det samtida. I ett brev till sin fader ber Auden om ursäkt för att eventuellt ha förvirrat honom, och försöker förklara varför han har skildrat Jesu födelse snarare som en religiös händelse än ett historiskt faktum.
| ”                                  | Jag försökte behandla det som en religiös händelse som återkommer för evigt varje gång den accepteras. På så vis är det historiska faktum att herdarna var herdar religiöst helt slumpartat – det religiösa faktumet är att de var de fattiga av denna värld i vilken för ögonblicket det historiska uttrycket var stadsproletariatet, och så vidare med alla andra figurer… Jag är inte den första som behandlar kristna data på detta vis; fram till och med 1700-talet skedde det alltid på detta vis, såsom exempelvis i de mystiska pjäserna eller italienska målningar. Det är bara under de två senaste århundradena som religionen har "humaniserats", och därför behandlats historiskt som något som hände för länge sedan. […] Om ett återvändande till den äldre metoden nu verkar förvirrande är det delvis på grund av hur hastigheten på de historiska förändringarna har accelererat på grund av industrialiseringen – det är mycket större skillnad vad gäller livets händelser mellan 1600 och 1942 än mellan 30 f.Kr. och 1600. | „ |
| – Auden i ett brev till sin fader. | |   |

Frågan om hur religion ska skildras i poesi återkom Auden till flera gånger, och framförallt låg svårigheten, menade han, i förhållandet mellan det religiösa och det historiska. Med en för stor betoning på det historiska blir resultatet anakronistiskt och kuriöst, men om allt framställs som samtida framstår dikten mest som en underhållande berättelse. Poesin måste således göra både historien och samtiden rättvisa.

### Queer teologi och hädelse
I Raji Singh Sonis tolkning menar han att Auden i verket kopplar samman det queera, det hädiska och en teologisk materialism. Han menar att Auden antyder att den "queera sexualiteten är en heretisk form av immanens, sammanbunden med människokroppens teologi". Hans utgångspunkt är att Jesusbarnet i allt väsentligt är kroppsligt frånvarande från berättelsen. Det finns ingen fysisk skildring av Jesu kropp i dikten, utan bara antydningar från de övriga berättarna. Soni kopplar det till citatet av Auden som återges i bakgrundsavsnittet: genom att undvika att skildra Jesu kropp kan fokus hållas kvar på de heliga händelserna, även i en sekulär kontext, på ett sätt som liknade de medeltida mystikpjäser som Kirsch lyfter fram.
Soni konstaterar att jungfru Maria i sin vaggvisa i den sjätte delens inledning beklagar det kroppsliga arv som hon ger Jesusbarnet eftersom allt som är Gudomligt och Gott är 'nedärvt' från Gud, men allt som är mänskligt och ont kommer från henne. Han menar också att genom att till den grad betona Jesu mänsklighet, som Auden gör i Marias vaggvisa, närmar han sig en form av arianism, en teologisk lära med bas i kristendomen men som de flesta kristna samfund ser som kättersk. Genom att fokusera på Jesus kroppslighet blir den materialistiska teologin förståelig som koncept. Teologin blir genom Auden en världslig och sekulär fråga, eftersom den handlar om Jesus världslighet: som exempel frågan om hur, ifall Jesus framförallt var Gudomlig genom treenigheten, hans kropp kunde offras på korset, eller ifall Jesus framförallt var kroppslig, Gud genom treenigheten kunde se det som ett Gudomligt offer för mänsklighetens skull.
Några år innan diktsamlingen gavs ut bekände Audens livspartner Chester Kallman sin otrohet för Auden. I ett långt brev på vers från julen 1941 behandlas och kommenteras många av de teman som bland annat berörs i "The Sea and the Mirror". Soni menar att det finns ekon av detta och en homosexuell, queer teologi även i "For the Time Being". Soni argumenterar för att bland annat Josefs stycken ur den tredje delen kopplar an till brevet från 1941. Robert Caserio lyfter också att Mary (Maria på engelska) är ett smeknamn som har använts i homosexuella subkulturer, som syftat på väldigt feminina, queera män. I en sådan tolkning blir Josef och Maria ett homosexuellt, judiskt par motsvarande Auden respektive Kallman där den ena (Mary) varit otrogen. Soni ger slutligen en läsning där Maria får flera olika samtida identiteter: som jungfru Maria, som en god modersfigur åt Auden och Kallman (en analys som kopplar an till McDiarmids nedan) och den otrogne Kallman i förhållandet med Auden. Bland andra Mendelson och Kirsch invänder dock mot att använda brevet från Auden till Kallman som nyckel för att förstå "For the Time Being".
Soni menar slutligen att det finns en dialektik mellan det religiösa och det sekulära som löper genom hela dikten, och som kulminerar i den sjunde delen där uppbyggandet av en perfekt, religiös stat beskrivs, innan den löses upp. Soni tolkar det som att dialektiken mellan det kätterska och det ortodoxa ger uttryck för Audens tro att den gudomligt religiösa staden och den humanistiskt sekulära staden är "immanent, materiellt, och därför, queert, underkastade varandra."

### Paradoxer
Tom Driver menar i en analys att Auden i "For the Time Being" drev julberättelsens oförenligheter längre än någon annan poet före honom, och att det är paradoxerna som ger dikten energi. Den mest grundläggande paradoxen är inkarnationen: det vill säga, att Gud blir människa. Andra paradoxer som återkopplar till denna mest grundläggande paradox är evigheten i tiden, friheten i nödvändigheten, det permanenta i förändringen, det bekräftande i förnekelsen, det infinita i det finita och det ofrånkomliga i det mirakulösa. Driver ger följande två citat som exempel (egen översättning):
| "When Eve, in love with her own will Denied the will of Love and fell, She turned the flesh Love knew so well To knowledge of her love until Both love and knowledge were of sin; What her negation wounded may Your affirmation heal today; Love's will requires your own, that in The flesh whose love you do not know, Love's Knowledge into flesh may grow." | "När Eva, i sin vilja kär, Nekade kärlekens vilja och föll, Omvandlade hon det kött som Kärleken så väl kände Till kunskap om hennes kärlek tills Såväl kärleken och kunskapen blivit synd; Det hennes nekande skadade kan Din bekräftelse hela idag; Kärlekens vilja kräver din egen, så att i det kött vars kärlek du ej känner Kärlekens Kunskap kan växa till kött." |  |

| "Since Adam, being free to choose Chose to imagine he was free To choose his own necessity Lost in his freedom, Man pursues The shadow of his images: Today the Unknown seeks the known; What I am willed to ask, your own Will has to answer; child it lies Within your power of choosing to Conceive the Child who chooses you." | "Då Adam, fri att välja Valde att tänka sig som fri Att välja sin egen nödvändighet Förlorad i sin frihet, jagar Mannen Skuggan av sina bilder: Idag söker det Okända det kända; Vad jag vill fråga måste din egen Vilja besvara; barn, det ligger I din makt att välja att Föda det barn som väljer dig." |  |

Driver menar att det blir tydligt att det genomgående i de här citaten ställs upp olika par: Eva–Maria, kärlek–vilja, negation–bekräftelse, såra–hela, dåtid–nutid, Adam–Barn, val–nödvändighet, okänd–känd, väljer–utvald, för att nämna några. Han menar att Auden försöker att nå en stabilitet mellan olika motsättningar eller paradoxer, men inte en orörlig stabilitet, utan snarare just en stabilitet i rörelse. Han konstaterar att metaforer om dans och cirkulära rörelser på andra ställen i diktsamlingen, bland annat Marias svar till ängeln Gabriel, snarare pekar mot att For the Time Being vill framställa cirkeln och centrumet som ett ögonblick av evig balans. Driver jämför Audens syn på stabiliteten med T.S. Eliots, men menar att Auden har en långt mer plausibel syn, eftersom han inte försöker fly från den världsliga tiden. Driver menar att det är en effekt av Audens nära umgänge med tänkaren Reinhold Niebuhr.

### Erotik
McDiarmid jämför "For the Time Being" med en annan långdikt av Auden, "New Year's Letter", som skrevs till Elizabeth Mayer 1940. Hon menar att båda förenar det erotiska och det logiska. I "For the Time Being" menar hon att det utgörs av herdarna och de vise männen, genom att de vid krubban förenas i neighbourly love, det vill säga grannkärlek. Vitt skilda figurer förenas under en god, modersfigur: i "New Year's Letter" är det Elizabeth Mayer och i "For the Time Being" är det jungfru Maria.

## Symbolik
Utöver den uppenbart kristna symboliken som behandlas i avsnittet om religion använder sig Auden av ett antal olika symboler i dikten. Två vanligt förekommande symboler i alla diktens delar är klockor och speglar. Dels knyter detta an till titeln ("for the time being"), dels placerar det diktens handling i en samtid, oavsett när samtiden utspelar sig. När, i öppningsdelen, det står en klocka och tickar på spiselhyllan ("the clock on the mantelpiece") placerar det dikten tidsmässigt i läsarens nu. Dessutom framstår det som bibelhistoriskt anakronistiskt, eftersom klockor är moderna instrument, som inte fanns vid den historiska tidpunkten för Jesu födelse.
Över huvud taget använder sig Auden återkommande av olika typer av möbler och inredningsdetaljer som tillhör en modern värld. Han nämner ett vardagsrum, en jukebox och en vinkällare, och andra symboler som snarare förankrar handlingen i en modern samtid än kring tiden för Jesu födelse. Dessa symboler bidrar till det spel mellan det historiska och det samtida som Auden konstaterade var en viktig sak att skildra för att göra diktsamlingen såväl samtidigt relevant som historiskt intressant. Läsaren ska placeras in i en berättelse som började "för länge sedan" men som i praktiken fortsätter än idag.
Flera symboler i dikten har att göra med städer och trädgårdar, vilket anspelar på "the garden of Being" som återkommer på vissa ställen i dikten, och är en metafor för inkarnationen. Callan menar att trädgården är en symbol för det varje individ borde söka efter. Vid ett ställe i dikten ställs till exempel trädgården i motsatsförhållande till öknen: "For the garden is the only place there is, but you will not find it / Until you have looked everywhere, and found nowhere that is not a desert." Callan menar vidare att staden bär övertoner av Augustinus Guds stad, och att det är en symbol som står för ordning i det mänskliga samhället, och är en god nyhet som utlovas av änglakörerna. Den viktigaste staden framträder i det absolut sista av dikten: "Seek Him in the Kingdom of Anxiety; You will come to a great city that has expected your return for years."

## Språk och stil
Dikten har ansetts vara komplicerad och svårtillgänglig, med en stor bredd av poetiska stilar (sånger, koraler, betraktelser och monologer, för att bara nämna några) som Auden behärskar väl. Den innehåller dessutom en lång komisk monolog som i dikten berättas av Herodes. I olika delar används olika poetiska stilar. I en del som den fjärde, "Kallelsen", ges dessutom varje figur ett eget versmått, och utöver det ett särskilt för när en allvetande berättare eller kör berättar.
Berättaren talar med en modern språkdräkt, men förmedlar berättelser och handlingar som utspelas under romartiden. Det finns således en förmedling mellan en hypotetiskt samtida publik och antika händelser. Trots att den moderna språkdräkten kvarstår försvinner alltmer av de sekulära och samtida elementen ur poesins handling, i takt med att allt fler bibliska figurer inträder. McDiarmid tolkar detta som att den "vanliga, sekulära världen bara är en spegelreflektion av en större sanning".
Richard Rankin Russell menar att dikten är full av språkliga allusioner på William Butler Yeats poesi. Som exempel anför han Marias första svar på ängeln Gabriels tillkännagivande att hon ska föda Herrens barn, i den andra delen; Rankin Russell menar att svaret är en direkt allusion på Yeats dikt "Leda and the Swan", en dikt som från början till och med var tänkt att heta "The Annunciation". Även i den åttonde delen menar Rankin Russell att det finns flera ord och skrivelser som snudd på tagits rakt av från Yeats dikt. Auden var kritisk mot Yeats elitism och ockulta delar, men hyllade honom för styrkan och klarheten i hans poetiska språk, något som Rankin Russell menar influerat Auden i For the Time Being.

## Bearbetningar
Dikten skrevs ursprungligen för att tonsättas av Benjamin Britten. Till Audens besvikelse ansåg Britten att dikten var för lång för att kunna tonsättas, så Britten tonsatte bara vissa delar. Manuskript och anteckningsböcker som lämnats kvar gör det tydligt att Auden tänkte sig en tonsättning av dikten, men Britten var inte nöjd när slutprodukten var klar, dels med dikten i sig, men också att Britten kände att han inte hade fått vara delaktig i processen, något som gjorde honom förargad. Deras vänskap återhämtade sig aldrig. I slutändan tonsattes bara två delar, koralen "Our Father, Whose creative Will" för Poet's Christmas på BBC 1944, och "Shepherd's Carol" som Auden dock till slut inte tog med i själva dikten. 1956 tonsatte den amerikanske kompositören Philip James delar av dikten, för en kvinnokör och stråkkvartett. Den fick då titeln Chorus of Shepherds and Angels. Martin David Levy, en annan amerikansk kompositör, har tonsatt hela dikten för en uppsättning på Carnegie Hall av Collegiate Chorale i december 1959.
1967 sände österrikisk TV en nittio minuter lång uppsättning med musik av den österrikiske kompositören Paul Kont, som fick titeln Inzwischen. Senare har fler delar kommit att tonsättas, bland annat i Hymnal 1982 (H 463/ 46).

## Mottagande
Dikten har nått en relativ begränsad läsekrets. Frottingham menar att en av anledningarna kan vara att den, utöver att vara komplicerad i sig, gavs ut i ett svårtillgängligt format, utan förklarande noter och med liten text. Callan menar att det vore "missvisande att säga att det är ett väldigt populärt verk, eller att litteraturkritiker har tagit emot det särskilt väl." Han tror att anledningen till detta är att Auden försökte göra två saker samtidigt, men att många menar att han inte lyckades föra ihop dem: det vill säga att skriva ett stycke poesi som kunde tonsättas till ett juloratorium å ena sidan, och ett filosofiskt verk om inkarnationen å andra sidan. Callan själv är dock inte överens, utan menar att dikten har såväl en enhetlig karaktär som en estetisk fulländning inom sitt symboliska ramverk. Däremot är han enig med bland annat Stephen Spender om att dikten har viss ojämnhet, med oerhört höga toppar och en del tråkiga delar.
Tom Driver däremot menar att For the Time Being tillsammans med The Sea and the Mirror är Audens två mest lyckade långdikter. När den gavs ut menade Adam Gopnik i sin recension att Audens fyra långdikter utgjorde hjärtat av hans verk, och att For the Time Being var den bästa av dessa långdikter. Mark Schorer för The New York Times skrev att den är "vacker", och Audens vän tillika poeten Stephen Spender menade att i vissa av korusen påminner For the Time Being om Johann Sebastian Bachs koralsånger. Julian Symons menar att den borde dela plats i bokhyllan med bland annat Alexander Popes Essay on Man.
Kirsch menar att Auden inte lyckas nå den balans mellan det religiösa och det historiska som han eftersträvar, och att dess litterära kvalitet är ojämn även om den har blivit ett centralt verk för många kristna Audenläsare. Han menar exempelvis att många delar, flera av de tidiga berättarrösterna och körerna mest blir till pliktskyldiga recitativ, medan den tredje och den åttonde delen kombinerar både det historiska och det samtida på ett sätt så att det till och med verkar som att Auden njutit av att skriva dem. Kirsch frågar sig också om inte vissa delar förlorar på att de aldrig blev tonsatta, såsom det ursprungligen var tänkt innan librettot visade sig vara alldeles för långt.
2013 gav Alan Jacobs ut en kommenterad utgåva, med en lång inledning och noter med förklarande kommentarer.